# Кириак, Мирча
Ми́рча Кириа́к (рум. Mircea Chiriac; 19 мая 1919, Бухарест, Румыния — 1 декабря 1994, там же) — румынский композитор и педагог.

## Биография
В 1945 году окончил Бухарестскую консерваторию. Его педагогами были: Михаил Жора, Йон Нонна Отеску, Ионель Перля, Константин Брэилою. Позже совершенствовался у Алфреда Алессандреску и Теодора Рогальского. В 1941—1947 годах работал музыкальным редактором на Румынском радио. В 1949—1953 годах — научный сотрудник Института фольклора, в 1950—1955 годах — музыкальный руководитель ансамбля «Жаворонок» (рум. Ciocârlia). С 1963 года преподавал в Бухарестской консерватории. Занимался обработкой народных песен, писал музыку к спектаклям и фильмам.
Его дочь Корина Кириак (род. 1949) — известная эстрадная исполнительница.

## Сочинения
- балет «Янку Жиану» / Iancu Jianu [1] (1964, Бухарест)
- балет «Пламя» / Vapaia (1974, Бухарест)
- камерная симфония (1969)
- симфониетта (1965)
- триптих (1971)
- концерт для струнного оркестра (1966)
- дивертисмент (1972)
- вариации для фортепиано с оркестром (1978)
- «Ars poetica» для тенора с оркестром (1980)

## Награды
- 1953 — премия Союза композиторов и музыковедов Румынии
- 1954 — Орден Труда I степени
- 1966 — премия Джордже Энеску Румынской академии
- 1969 — Орден «За заслуги перед культурой»[рум.] 3-го класса
- 1972 — премия Союза композиторов и музыковедов Румынии
- 1974 — премия Союза композиторов и музыковедов Румынии